# Estación Superintendente Ledesma
Superintendente Ledesma también llamada Tacanas es una estación ferroviaria ubicada en la localidad de Tacanas, Departamento Leales, Provincia de Tucumán, Argentina.

## Servicios
La estación corresponde al Ferrocarril General Bartolomé Mitre de la red ferroviaria argentina.
Se encuentra actualmente sin operaciones de pasajeros, sin embargo por sus vías transitan los servicios Retiro - Tucumán de la empresa estatal Trenes Argentinos Operaciones.